# William Hill Brown

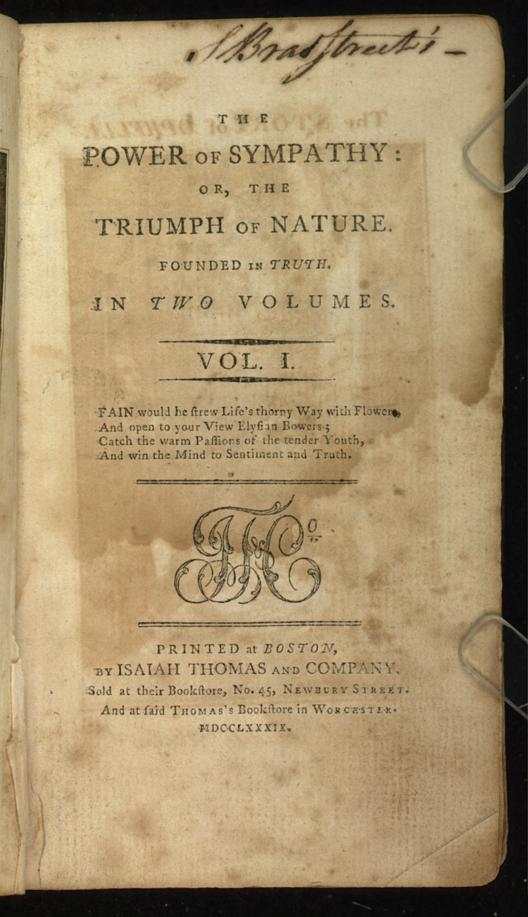
The Power of Sympathy von William Hill Brown (1789)

William Hill Brown (geboren im November 1765 in Boston; gestorben 2. September 1793 in Murfreesboro, North Carolina) war ein amerikanischer Schriftsteller. Er gilt heute in der Literaturwissenschaft als Autor des ersten amerikanischen Romans: The Power of Sympathy, or the Triumph of Nature Founded in Truth (1789).
Der Roman, eine Romanze in der Tradition des englischen Sentimentalismus in der Nachfolge Samuel Richardsons, wurde anonym veröffentlicht und lange irrtümlich Sarah Wentworth Morgan zugeschrieben. Die Handlung des Romans beruht auf einer wahren Begebenheit, der inzestuösen Beziehung der Geschwister Sarah und Perez Morgan, die zu Hills Lebzeiten einen Skandal auslöste; Hills Protagonistin begeht am Ende des Romans wie Sarah Morgan Selbstmord.
Brown schrieb zudem den postum veröffentlichten Roman Ira and Isabella; or, The Natural Children (1807), der einen ähnlichen Plot mit einem happy ending beschließt, sowie einige Dramen, darunter die Tragödie West Point Preserved (1797) über den britischen Abenteurer und Spion John André und einige Gedichte.